# Euphthiracarus parasimilis
Euphthiracarus parasimilis är en kvalsterart som beskrevs av Wojciech Niedbała 2004. Euphthiracarus parasimilis ingår i släktet Euphthiracarus och familjen Euphthiracaridae. Inga underarter finns listade i Catalogue of Life.